# Katalin Kollányi
Katalin Kollányi (27 febbraio 1945) è un'ex schermitrice ungherese, vincitrice di una medaglia di bronzo ai campionati mondiali di scherma.